# Kosmos 2319
Kosmos 2319, ruski komunikacijski satelit iz programa Kosmos. Vrste je Potok. 
Lansiran je 30. kolovoza 1995. godine u 19:33 s kozmodroma Bajkonura (Tjuratam) u Kazahstanu. Lansiran je u geosinkronu orbitu oko planeta Zemlje raketom nosačem Proton-K/DM-2 8K72K. Orbita mu je 35745 km u perigeju i 35826 km u apogeju. Orbitna inklinacija mu je 1,55°. Spacetrackov kataloški broj je 23653. COSPARova oznaka je 1995-045-A. Zemlju obilazi u 1436,04 minute. Pri lansiranju bio je mase 2300 kg. 

## Vanjske poveznice
- N2YO.com Search Satellite Database
- Celes Trak SATCAT Format Documentation (engl.)
- Kunstman  Arhivirana inačica izvorne stranice od 12. kolovoza 2019. (Wayback Machine) Satellites in Orbit (engl.)